# کتاب خدایان و عجایب
کتاب خدایان و عجایب (چینی: 神異經) یک کتاب کهن چینی در جغرافیاست از زمانِ دودمان هان. پی سونگژی اصل کتاب را از دونگفنگ شو دانسته. بعدها در روزگار دودمان جین (۴۲۰–۲۶۵) ژانگ هوآ و باز بعدتر در زمان دودمان مینگ ژو موهان در این کتاب دست بردند.